# Pochylnia (okrętownictwo)

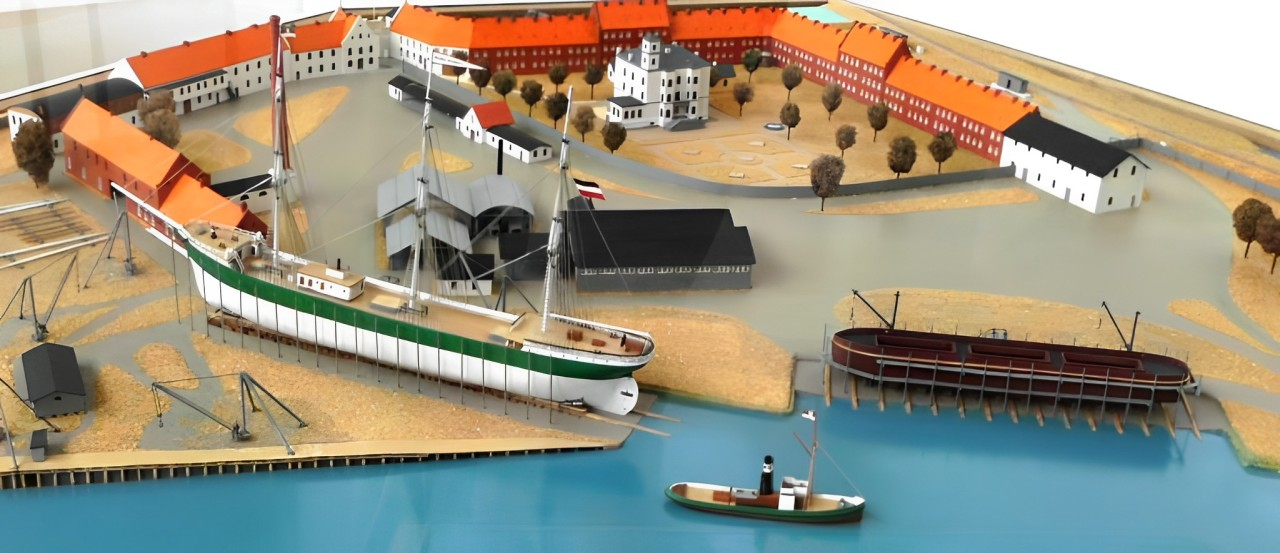
Makieta pochylni wzdłużnej i poprzecznej

Pochylnia – budowla hydrotechniczna umożliwiająca zbudowanie i zwodowanie kadłuba statku lub innej jednostki pływającej. Pochylnie stanowią podstawowe wyposażenie stoczni produkcyjnych. Zwykle obsługiwane są przez żurawie stoczniowe lub suwnice bramowe.
Pochylnie dzielą się na:
- wzdłużne, kiedy kierunek ruchu wodowanego statku jest równoległy do jego płaszczyzny symetrii;
- poprzeczne, kiedy kierunek ruchu wodowanego statku jest prostopadły do jego płaszczyzny symetrii.